# Edoardo de Launay

Edoardo de Launay (1884)

Luigi Maria Edoardo de Launay (* 1820 in Pinerolo; † 7. Februar 1892 in Berlin) war ein sardinischer, später italienischer Diplomat.

## Leben
Edoardo wurde 1820 als Sohn des sardinischen Ministerpräsidenten Claudio Gabriele de Launay (1786–1850) geboren. Er begann seine diplomatische Laufbahn als Legationssekretär in der sardinischen Gesandtschaft in Bern (1842) und dann in gleicher Funktion in Berlin (1845). Nach einer außerordentlichen Entsendung nach Portugal im Jahr 1849 wurde er im darauffolgenden Jahr Ministerresident in Madrid und kehrte am 13. August 1853 als außerordentlicher Gesandter und bevollmächtigter Minister Sardiniens zurück an den preußischen Hof in Berlin.
Im Zuge der Vorbereitung zum Zweiten Italienischen Unabhängigkeitskrieg (1859) arbeitete er intensiv, um die Unterstützung Preußens für Sardinien zu gewinnen, und baute enge Kontakte zu führenden Persönlichkeiten in der preußischen Regierung auf. 1864 wurde er als nunmehr italienischer Gesandter nach Sankt Petersburg versetzt, kehrte aber am 21. März 1867 erneut zurück auf seinen Posten in der preußischen Hauptstadt. Am 20. April 1871 wurde er „gleitend“ zum italienischen Gesandten im Deutschen Kaiserreich und ab 1875 im Titel und Rang eines Botschafters. Er blieb in dieser Funktion bis zu seinem Lebensende.
Als Vertreter Italiens nahm er 1878 am Berliner Kongress teil und war in den 1880er Jahren einer der maßgeblichen Architekten des Dreibunds.

## Ehrungen und Mitgliedschaften
- 1880: Ritter des Annunziaten-Ordens